# Fédération française de gymnastique
Pour les articles homonymes, voir FFG.
La Fédération française de gymnastique (FFG) est l'instance nationale qui gère la gymnastique en France depuis 1942.

## Historique
La Fédération française de gymnastique, doyenne de toutes les fédérations, est créée le 28 septembre 1873 sous le nom d'Union des sociétés de gymnastique de France (USGF) par Eugène Paz. Le 12 avril 1903, elle est reconnue d'utilité publique et prend officiellement son nom actuel le 2 avril 1942 après la fusion entre la Fédération féminine française de gymnastique et d'éducation physique (FFFGEP) fondée en 1912 et l'USGF.
Elle est affiliée à la Fédération internationale de gymnastique (FIG) dès la création de celle-ci en 1881 sous le nom de Bureau des fédérations européennes de gymnastique.
La gymnastique, dans sa généralité, a largement évolué au fil des années mais a toujours été au cœur des Jeux olympiques. Les féminines y ont participé pour la première fois en 1928, aux Jeux olympiques d'Amsterdam. Du côté de la gymnastique artistique, c'est seulement en 1952 lors des Jeux Olympiques d'Helsinki que sa forme définitive, telle qu'on la connaît en 2025, est adoptée. Plus tard, d'autres disciplines sont intégrées au sein de la Fédération française de gymnastique : la gymnastique rythmique arrive en 1960, suivi de l'aérobic en 1995, du trampoline et du tumbling (elle absorbe la Fédération française de trampoline et de sports acrobatiques en conséquence de la fusion de la FIG et de la Fédération internationale de trampoline), de la gymnastique acrobatique et de la TeamGym en 1999 et enfin du parkour, le dernier arrivé en 2020.

### Identité visuelle

Logo de la FFG jusqu'à décembre 2013.
Logo de la FFG depuis décembre 2013.

## Présidents

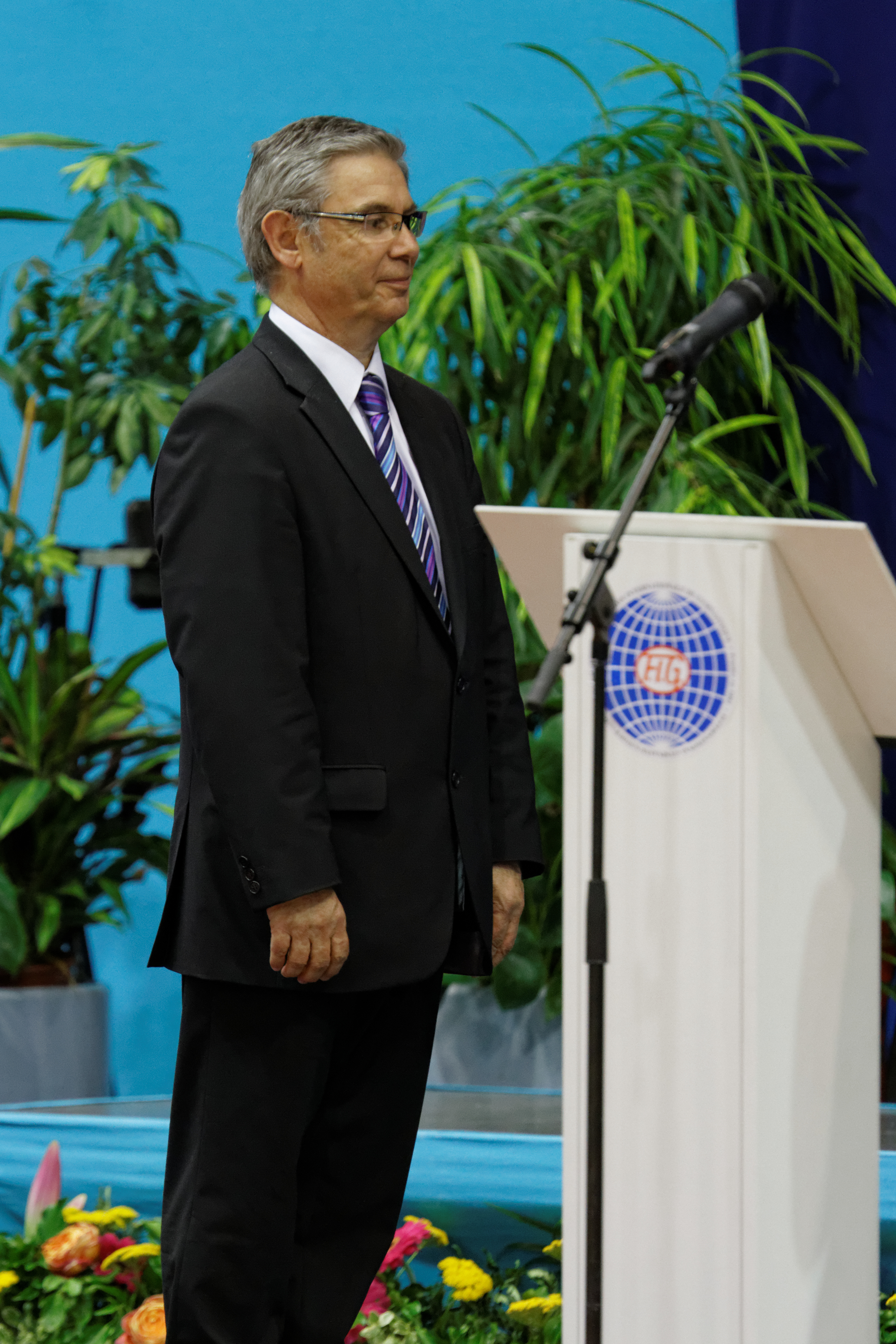
James Blateau, président de la FFG de 2013 à 2024

De 1873 à 1896, la présidence était relayée chaque année, à deux exceptions près — Eugène Paz (1873 et 1874) et Joseph Sansbœuf (1888 et 1889) — présentant alors vingt-sept présidents à la tête de l'USGF.
Depuis le passage à la FFG en 1942, douze présidents et une présidente se sont succédé : Jean Carnot (1942-1944), le colonel Pierre Lecocq (1944-1948), Albert Martin (1948-1959), Albert Bebeyre (1959-1960), Roger Clergerie (1960-1966),
Antoine Peugeot (1967-1968), Charles Thiébault (1968-1972), Maurice Burette (1972-1985), Roger Felzines (1985-1990), Louis Mortreux (1990-1992), Jacques Rey (1992-2013), James Blateau (2013-2024), Dominique Mérieux (depuis 2024).
James Blateau est élu en 2013, en battant le président sortant Jacques Rey qui briguait un sixième mandat, il est réélu en 2016 et en 2020.
Le 23 novembre 2024 voit l'élection de la liste menée par Dominique Mérieux, ce qui fait d'elle la première femme a accéder à la présidence de la FFG.

## Direction technique nationale
Mai 1963 marque la création de la direction technique nationale (DTN) qui voit se succéder plusieurs directeurs techniques nationaux. Arthur Magakian est le premier à ce poste jusqu'en novembre 1986. De 1987 à 2009, il est remplacé par Jean-Claude Jacquetin avec l'objectif de renforcer ce rôle et de développer la position du directeur technique national. Daniel Coury continue jusqu'en 2013, suivi de Michel Boutard jusqu'en 2018 puis de Kévinn Rabaud.

### Personnalités marquantes
Patricia Giral, juge internationale de gymnastique féminine et présidente du club de gymnastique Les enfants de Cholet, a participé quatre fois aux Jeux olympiques. Elle est juge aux jeux olympiques de Pékin, superviseure du jury de poutre aux jeux olympiques de Londres, membre du jury supérieur aux jeux olympiques de Rio et juge aux jeux olympiques de Tokyo ;

## Disciplines
- Gymnastique artistique masculine (GAM).
- Gymnastique artistique féminine (GAF).
- Gymnastique rythmique (GR).
- Trampoline.
- Tumbling.
- Gymnastique acrobatique.
- Aérobic.
- Parkour (PK).
- TeamGym.

La FFG propose aussi des disciplines pour les plus petits avec la babygym mais aussi de la gymnastique pour tous avec le programme gym+.

## Niveaux de pratique
Le règlement 2018-2019 de la FFG classe les gymnastes en trois niveaux de pratique : fédéral (58 000 gymnastes débutants ou intermédiaires), performance (7 500 gymnastes confirmés) et élite (600 gymnastes de haut-niveau).

## Statistiques licenciés
| Année | Total Licenciés | Évolution par rapport à l'année précédente |
| ----- | --------------- | ------------------------------------------ |
| 2000  | 214 001         | -                                          |
| 2001  | 221 579         | ▲+3,4%                                     |
| 2002  | 226 921         | ▲+2,4%                                     |
| 2003  | 231 002         | ▲+1,8%                                     |
| 2004  | 233 850         | ▲+1,2%                                     |
| 2005  | 245 301         | ▲+4,7%                                     |
| 2006  | 246 533         | ▲+0,5%                                     |
| 2007  | 244 905         | ▼-0,7%                                     |
| 2008  | 250 784         | ▲+2,3%                                     |
| 2009  | 258 725         | ▲+3,1%                                     |
| 2010  | 263 748         | ▲+1,9%                                     |
| 2011  | 269 297         | ▲+2,1%                                     |
| 2012  | 286 267         | ▲+5,9%                                     |
| 2013  | 304 968         | ▲+6,1%                                     |
| 2014  | 298 879         | ▼-2,0%                                     |
| 2015  | 287 358         | ▼-4,0%                                     |
| 2016  | 293 166         | ▲+2,0%                                     |
| 2017  | 310 404         | ▲+5,6%                                     |
| 2018  | 317 270         | ▲+2,2%                                     |
| 2019  | 325 938         | ▲+2,7%                                     |

## Organisations évènementielles
- Les 16 et 17 septembre 2023, à l'occasion de ses 150 ans, la Fédération française de gymnastique prévoit d'organiser une édition exceptionnelle des internationaux de gymnastique à l'Accor Arena, salle prévue pour la gymnastique lors des Jeux olympiques de Paris  2024[10].
- Le championnat de France élite fait s'affronter 12 équipes sous forme de duels lors de rencontres de poules tirées au sort en début de saison. À la suite des résultats de ces rencontres, quatre équipes atteignent la demi-finale puis la finale pour repartir avec le titre de champion de France[11].

## Médaillés olympiques
De 1900 à 1924, à l'époque où la gymnastique se composait d'exercices tels que le lever de pierre, le grimper de corde, le saut à la perche et bien d'autres disciplines, douze olympiens français ont remporté une médaille dont deux sont devenus champions olympiques :
- Gustave Sandras,  champion olympique du concours général, Paris 1900 ;
- Noël Bas, vice-champion olympique du concours général, Paris 1900 ;
- Lucien Démanet, médaillé de bronze du concours général, Paris 1900 ;
- Louis Ségura, médaillé de bronze du concours général, Londres 1908 et vice-champion olympique du concours général, Stockholm 1912 ;
- Marco Torrès, vice-champion olympique du concours général, Anvers 1920 ;
- Jean Gounot, médaillé de bronze du concours général, Anvers 1920 et vice-champion olympique au saut de cheval, Paris 1924 ;
- Albert Séguin,  champion olympique au saut de cheval, Paris 1924 et vice-champion au grimper de corde, Paris 1924 ;
- François Gangloff, médaillé de bronze au saut de cheval, Paris 1924 ;
- Alphonse Higelin, médaillé de bronze à la barre fixe, Paris 1924.

Depuis 1976, la Fédération française de gymnastique compte huit médaillés olympiques :
- Henry Boério, médaillé de bronze à la barre fixe, Montréal 1976 ;
- Philippe Vatuone, médaillé de bronze au sol, Los Angeles 1984 ;
- Benjamin Varonian, vice-champion olympique à la barre fixe, Sydney 2000 ;
- Éric Poujade, vice-champion olympique aux arçons, Sydney 2000 ;
- Émilie Le Pennec,  championne olympique aux barres asymétriques, Athènes 2004 ;
- Benoit Caranobe, médaillé de bronze au concours général, Pékin 2008 ;
- Thomas Bouhail, vice-champion olympique au saut de cheval, Pékin 2008 ;
- Hamilton Sabot, médaillé de bronze aux barres parallèles, Londres 2012.